# Namacus transvirgatus
Namacus transvirgatus är en insektsart som beskrevs av Charles Jean-Baptiste Amyot och Jean Guillaume Audinet Serville 1843. Namacus transvirgatus ingår i släktet Namacus och familjen bredkantskinnbaggar. Inga underarter finns listade i Catalogue of Life.